# Campo Grande (Yacuiba)
Campo Grande is een plaats in het departement Tarija, Bolivia. Het is de tweede grootste plaats van de gemeente Yacuiba, gelegen in de Gran Chaco provincie. 
Bij de census van 2012 was het naar het aantal inwoners de 185ste stad van Bolivia. 

## Bevolking
| Jaar | Populatie |
| ---- | --------- |
| 1992 | -         |
| 2001 | 1.036     |
| 2012 | 2.246     |